# ATP Challenger Aptos
Das ATP Challenger Aptos (offizieller Name: Nordic Naturals Challenger) war ein zwischen 1988 und 2019 jährlich stattfindendes Tennisturnier in Aptos. Es war Teil der ATP Challenger Tour und wurde im Freien auf Hartplatz ausgetragen.
Kevin Kim, Jeff Salzenstein und Steve Johnson konnten die Einzelkonkurrenz je zweimal gewinnen und sind damit die erfolgreichsten Einzelspieler des Turniers. Im Doppel gewann Chris Guccione von 2009 bis 2011 und 2015 insgesamt viermal.

## Liste der Sieger

### Einzel
| Jahr | Sieger               | Finalgegner        | Ergebnis       |
| ---- | -------------------- | ------------------ | -------------- |
| 2019 | Steve Johnson (2)    | Dominik Koepfer    | 6:4, 7:64      |
| 2018 | Thanasi Kokkinakis   | Lloyd Harris       | 6:2, 6:3       |
| 2017 | Alexander Bublik     | Liam Broady        | 6:2, 6:3       |
| 2016 | Daniel Evans         | Cameron Norrie     | 6:3, 6:4       |
| 2015 | John Millman         | Austin Krajicek    | 7:5, 2:6, 6:3  |
| 2014 | Marcos Baghdatis     | Michail Kukuschkin | 7:67, 6:4      |
| 2013 | Bradley Klahn        | Daniel Evans       | 3:6, 7:65, 6:4 |
| 2012 | Steve Johnson (1)    | Robert Farah       | 6:3, 6:3       |
| 2011 | Laurynas Grigelis    | Ilija Bozoljac     | 6:2, 7:64      |
| 2010 | Marinko Matosevic    | Donald Young       | 6:4, 6:2       |
| 2009 | Chris Guccione       | Nick Lindahl       | 6:3, 6:4       |
| 2008 | Kevin Kim (2)        | Andrea Stoppini    | 7:5, 6:1       |
| 2007 | Donald Young         | Bobby Reynolds     | 7:5, 6:0       |
| 2006 | Alex Kuznetsov       | Gō Soeda           | 6:1, 7:64      |
| 2005 | Andy Murray          | Rajeev Ram         | 6:4, 6:3       |
| 2004 | Kevin Kim (1)        | Frank Dancevic     | 7:62, 6:3      |
| 2003 | Jeff Salzenstein (2) | Dmitri Tursunow    | 5:7, 7:5, 6:4  |
| 2002 | Brian Vahaly         | Noam Behr          | 2:6, 6:3, 6:2  |
| 2001 | Jeff Salzenstein (1) | Jeff Morrison      | 7:63, 6:4      |
| 2000 | Bob Bryan            | Kevin Kim          | 6:4, 6:7, 6:4  |
| 1999 | Michael Hill         | Harel Levy         | 6:7, 6:4, 6:2  |
| 1998 | Cecil Mamiit         | Takao Suzuki       | 6:7, 6:3, 6:2  |
| 1997 | Jan-Michael Gambill  | Wade McGuire       | 6:0, 4:6, 6:3  |
| 1996 | Albert Chang         | Brian MacPhie      | 7:5, 6:3       |
| 1995 | Daniel Nestor        | Chris Woodruff     | 6:3, 5:7, 6:2  |
| 1994 | Shūzō Matsuoka       | Gianluca Pozzi     | 7:5, 6:3       |
| 1993 | Patrick Rafter       | Cristiano Caratti  | 6:2, 6:3       |
| 1992 | Alex O’Brien         | Byron Black        | 6:4, 2:6, 6:1  |
| 1991 | Chuck Adams          | Bryan Shelton      | 6:3, 6:4       |
| 1990 | Henrik Holm          | Brian Garrow       | 1:6, 6:3, 7:6  |
| 1989 | Mark Kaplan          | Robbie Weiss       | 6:4, 6:4       |
| 1988 | Brad Pearce          | Tim Pawsat         | 6:3, 6:2       |

### Doppel
| Jahr | Sieger                                      | Finalgegner                           | Ergebnis          |
| ---- | ------------------------------------------- | ------------------------------------- | ----------------- |
| 2019 | Marcelo Arévalo Miguel Ángel Reyes Varela   | Nathan Pasha Max Schnur               | 5:7, 6:3, [10:8]  |
| 2018 | Thanasi Kokkinakis Matt Reid                | Jonny O’Mara Joe Salisbury            | 6:2, 4:6, [10:8]  |
| 2017 | Jonathan Erlich (2) Neal Skupski            | Alex Bolt Jordan Thompson             | 6:3, 2:6, [10:8]  |
| 2016 | Nicolaas Scholtz Tucker Vorster             | Mackenzie McDonald Ben McLachlan      | 6:75, 6:3, [10:8] |
| 2015 | Chris Guccione (4) Artem Sitak              | Yuki Bhambri Matthew Ebden            | 6:4, 7:62         |
| 2014 | Ruben Bemelmans Laurynas Grigelis           | Purav Raja Sanam Singh                | 6:3, 4:6, [11:9]  |
| 2013 | Jonathan Erlich (1) Andy Ram                | Chris Guccione Matt Reid              | 6:3, 6:76, [10:2] |
| 2012 | Rik De Voest John Peers                     | Chris Guccione Frank Moser            | 6:75, 6:1, [10:4] |
| 2011 | Carsten Ball (3) Chris Guccione (3)         | John Paul Fruttero Raven Klaasen      | 7:65, 6:4         |
| 2010 | Carsten Ball (2) Chris Guccione (2)         | Adam Feeney Greg Jones                | 6:1, 6:3          |
| 2009 | Carsten Ball (1) Chris Guccione (1)         | Sanchai Ratiwatana Sonchat Ratiwatana | 6:3, 6:2          |
| 2008 | Noam Okun Amir Weintraub                    | Todd Widom Michael Yani               | 6:2, 6:1          |
| 2007 | Rajeev Ram Bobby Reynolds                   | John Paul Fruttero Cecil Mamiit       | 6:75, 6:3, [10:7] |
| 2006 | Prakash Amritraj Rohan Bopanna              | Rajeev Ram Todd Widom                 | 3:6, 6:2, [10:6]  |
| 2005 | Nathan Healey Eric Taino                    | Harel Levy Noam Okun                  | 7:5, 7:64         |
| 2004 | Huntley Montgomery Tripp Phillips           | Diego Ayala Eric Taino                | 7:63, 7:5         |
| 2003 | Jan Hernych Uros Vico                       | Matías Boeker Travis Parrott          | 6:3, 4:6, 6:1     |
| 2002 | Amir Hadad Martín Vassallo Argüello         | Brandon Coupe Brandon Hawk            | 6:4, 6:4          |
| 2001 | Brandon Hawk Robert Kendrick                | Kelly Gullett Gavin Sontag            | 7:5, 7:5          |
| 2000 | Bob Bryan (2) Mike Bryan (2)                | Kevin Kim Luke Smith                  | 6:4, 3:6, 6:4     |
| 1999 | Michael Hill Scott Humphries                | Harel Levy Lior Mor                   | 7:6, 1:6, 7:5     |
| 1998 | Bob Bryan (1) Mike Bryan (1)                | Adam Peterson Chris Tontz             | 6:4, 6:4          |
| 1997 | Sébastien Leblanc (3) Jocelyn Robichaud (2) | David Caldwell Adam Peterson          | 7:6, 6:4          |
| 1996 | Sébastien Leblanc (2) Jocelyn Robichaud (1) | Neville Godwin Geoff Grant            | 7:6, 6:7, 7:5     |
| 1995 | Sébastien Leblanc (1) Brian MacPhie (2)     | Bill Barber Ari Nathan                | 6:3, 6:2          |
| 1994 | Brian MacPhie (1) Alex O’Brien (2)          | Donny Isaak Michael Roberts           | 6:2, 7:6          |
| 1993 | Gilad Bloom Christian Saceanu               | Cristiano Caratti Grant Doyle         | 7:5, 6:3          |
| 1992 | Paul Annacone Alex O’Brien (1)              | Miguel Nido Peter Nyborg              | 6:4, 4:6, 7:5     |
| 1991 | Nduka Odizor Bryan Shelton                  | Miguel Nido Fernando Roese            | 6:4, 6:3          |
| 1990 | Jeff Brown Scott Melville                   | Matt Anger Marius Barnard             | 6:7, 6:4, 6:4     |
| 1989 | Steve DeVries Ted Scherman                  | Bryan Shelton Kenny Thorne            | 6:3, 1:6, 6:2     |
| 1988 | Jeff Klaparda Peter Palandjian              | Ed Nagel Jeff Tarango                 | 6:3, 6:4          |